# نیتر

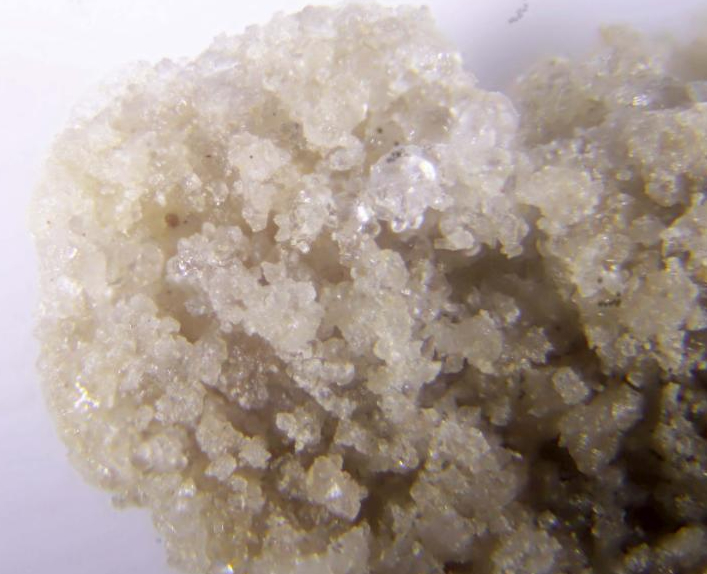
نمایی از بلورهای کانی نیتر

نیتِر یک کانی بی‌رنگ تا سفید است که در سیستم کریستالی متعامد متبلور می‌شود. ساختار کریستالی آن شبیه آراگونیت است که پتاسیم جایگزین کلسیم و نیترات جایگزین کربنات می‌شود. آن در خاک‌های مناطق خشک و به‌عنوان توده‌های انبوه و رشدهای شکوفه‌دهنده روی دیواره‌ها و سقف‌های غار که محلول‌های حاوی پتاسیم قلیایی و نیترات به داخل دهانه‌ها نفوذ می‌کنند، رخ می‌دهد. گاهی اوقات به صورت گروه‌های کریستالی سوزنی منشوری رخ می‌دهد و کریستال‌های منفرد معمولاً دوقلویی شبه شش ضلعی را نشان می‌دهند[۱۱۰]. نیتر و دیگر نیترات‌ها نیز می‌توانند در ارتباط با رسوبات گوانو و مواد آلی مشابه تشکیل شوند.